# アンパンマンの舞台別の登場人物一覧 (谷・地下の住人)
アンパンマンの舞台別の登場人物一覧 (谷・地下の住人) では、アンパンマン・シリーズのキャラクターのうち、谷・地下の舞台に住むものについて一覧形式で解説する。

## 谷の住人
- きのこ谷については、アンパンマンの舞台別の登場人物一覧 (国の住人)#きのこの国の住人を参照。
- 鈴の谷については、アンパンマンの登場人物一覧#山の住人を参照。
- クリスマスの谷、ナダレ谷、つららの谷については、アンパンマンの舞台別の登場人物一覧 (国の住人)#氷の国の住人を参照。
- ロールパンナについては、アンパンマンの登場人物一覧#パン工場の関係者を参照。
- やみの女王、水晶の魔人・アクリスタについては、アンパンマンの登場人物一覧#その他の敵キャラクターを参照。

きりふき仙人（きりふき せんにん）
声 - 石森達幸→松山タカシ（石森没後）→二又一成、山寺宏一（代役）
性別 - 男 / 初登場回 - TV第103話A「アンパンマンときりふきせんにん」
きりきり谷に住んでいる仙人。顔がバクに似ている。口から吐き出す霧を自由に操り、霧で虹を作ることも出来る。有名になるのが夢。ばいきんまんと一緒になって、町中に霧をまき散らし通行人を迷わせることもある。反対に、善良なところもあり、アンパンマンの味方でばいきんまんの敵になったり、霧で作った虹をみんなに見せてあげることもある。ばいきんまん側で『てのひらを太陽に』の曲に合わせて踊ったこともある。
わさびさん
声 - 柏倉つとむ
性別 - 男 / 初登場回 - TV第252話B「かまぼこくんとわさびさん」
ワサビの小父。山の麓の湧き水が流れる谷で、ワサビ畑を作っている。
黄金のちょうちょ（おうごんのちょうちょ）
性別 - 不明 / 初登場回 - TV第470話「アンモナイトくんと黄金の谷」
黄金の谷に生息している黄金に輝く蝶々の集団。

### クック谷の住人
クツベラー
声 - 小野健一
性別 - 男 / 初登場回 - TV第524話A「ちびぞうくんとクツベラー」
顔が靴べらの形をしている靴屋の小父。みんなに素敵な靴をプレゼントしている。語尾に「ベラ」を付けて話し、ばいきんまんの巨大ロボットにふまれても靴べらの力で足の下から抜け出す事ができる。いつも張り合ってばかりいるシューズマン達に手を焼いている。
シューズマン
初登場回 - TV第528話B「アンパンマンとシューズマン」
靴作りが得意な五人組。人間の外見をしていて、頭に該当した靴を逆さにして乗せているのが特徴。お互いライバル視しており張り合う事が多いが、いざという時は力を合わせて抜群のチームワークを見せる。
スニーカー
声 - 佐久間レイ
性別 - 男
スニーカー作りが得意な元気な男の子。身のこなしが軽く、語尾に「ジャンプ」を付けて話す。
スパイクさん
声 - 堀本等
性別 - 男
スパイクシューズ作りが得意な男の子。歯がギザギザしており、関西弁で話す。
ハイヒール
声 - 松本梨香
性別 - 女
ハイヒール作りが得意な女の子。ブーツさんを特にライバル視しており、ザマス口調で話す。
ブーツさん
声 - 長沢美樹
性別 - 女
ブーツ作りが得意な女の子。ハイヒールを特にライバル視しており、語尾に「ブーツ」と付けて話す。
ブラックさん
声 - 滝沢ロコ
性別 - 男
革靴作りが得意な男の子。目が透けてない眼鏡をかけており、敬語口調で話す。

### コロリン谷の住人
コロリン
声 - おぼたけし
性別 - 男 / 初登場回 - TV第52話B「アンパンマンとコロリン谷」
スズムシの歌手。鳴き声が非常に美しく、音楽会を開いている。友達になろうとしたバタきちを最初は断ったが、仲間共々ばいきんまんにさらわれてしまい、彼が発明したコエガワリン銃で声を変えられてしまい、いいなりになっていたところをアンパンマンとバタきちの活躍で助けられ、元の声に戻った。その後、バタきちと友達になった。
バタきち
声 - 山形ユキオ
性別 - 男 / 初登場回 - TV第52話B「アンパンマンとコロリン谷」
バッタの男性。ジャンプ力は誰にも負けない。コロリンのようになりたいという願望と自分に対する劣等感を感じていた。コロリンと友達になろうとして最初は断られたが、ばいきんまんの悪事でいいなりになっていたコロリン達とばいきんまんに捕まったアンパンマンを助ける為に活躍した。その後、コロリンから友達になるよう誘われた。

### パズル谷の住人
ジグソー王子（ジグソーおうじ）
声 - 山田栄子
性別 - 男 / 初登場回 - TV第182話A「アンパンマンとすなのしろ」
頭がジグソーパズルになっている、パズル谷の王子。仲間のパズル姫と2人で谷と宝を守っている。すなのしろに谷を追われ、森にいたところをアンパンマンに助けられる。その後、パズル姫を助け出し彼女と協力して宝玉の魔力ですなのしろをやっつけ、谷に自然を取り戻した。
パズル姫（パズルひめ）
声 - 川浪葉子
性別 - 女 / 初登場回 - TV第182話A「アンパンマンとすなのしろ」
頭がジグソーパズルになっている、パズル谷のお姫様。仲間のジグソー王子と頭を繋げ合うことで、宝玉が水を生み出す事が出来る。すなのしろに捕らわれてしまうが、アンパンマン達とジグソー王子によって助けられた。その後、ジグソー王子と協力して宝玉の魔力ですなのしろをやっつけ、谷に自然を取り戻した。

### パラソル谷の住人
パラソルこぞう
声 - 高山みなみ→矢尾一樹、藤井恒久（映画・リズムでてあそび アンパンマンとふしぎなパラソル）
性別 - 男 / 初登場回 - TV第71話B「アンパンマンとパラソルマン」
雨が大好きな黄緑色の傘の男の子。雨が降った時に、みんなに傘を届けてくれる。
パラソルじいさん
声 - 山寺宏一→宝亀克寿
性別 - 男 / 初登場回 - TV第71話B「アンパンマンとパラソルマン」
青緑色の傘の小父で、パラソル谷の村長。仲間達と巨大な『パラソル飛行船』を操縦し、雨宿りしている人に傘をプレゼントして廻っている。

### りんりん谷の住人
りんりん
声 - 池本小百合
性別 - 女 / 初登場回 - TV第209話B「アリンコキッドとりんりん谷」
小さなスズムシの女の子でらんらんの姉。りんりん谷の切り株に住んでいる。毎年の冬には、お菓子を作って冬眠に入る。
らんらん
声 - 仲村美緒
性別 - 男 / 初登場回 - TV第209話B「アリンコキッドとりんりん谷」
小さなスズムシの男の子でりんりんの弟。りんりん谷の切り株に住んでいる。毎年の冬には、お菓子を作って冬眠に入る。

## 地下の住人
時の老人（ときのろうじん）
声 - 富山敬→堀内賢雄（富山没後）
性別 - 男 / 初登場回 - TV第185話「アンパンマンとひみつの砂時計」
時の砂が流れるひみつの砂時計を守っている時の精霊の間小父。小さな砂漠の地下にある水晶の洞窟に住んでいる。
担当声優の富山が1995年に死去したため、1992年の放送以降しばらく出番がなかったが、2012年の放送より堀内が演じることで久々に登場した。
コウモリン
声 - 本田貴子
性別 - 男 / 初登場回 - TV第679話A「アンモナイトくんとぎんいろの湖」
砂漠の地下にある銀色の湖を守っているコウモリのリーダー。

### アリンコの国の住人
- アリンコキッドについては「アンパンマンの登場人物一覧#頼りになる味方」の節を参照。

アリアリ女王（アリアリじょおう）
声 - 野本絵理
性別 - 女 / 初登場回 - TV第320話B「アンパンマンとアリンコのくに」
アリンコの国の偉い女王。アリンコ城の宝（アリアリ姫が産まれる卵）を守っている。
アリアリ姫（アリアリひめ）
性別 - 女 / 初登場回 - TV第320話B「アンパンマンとアリンコのくに」
卵から産まれて間もないお姫様。アリンコの国の次期女王になる。
アリンコ侍女（アリンコじじょ）
声 - 森沢菜美
性別 - 女 / 初登場回 - TV第320話B「アンパンマンとアリンコのくに」
宝の卵を守りアリアリ女王の世話をしているターバンを巻いた侍女。
アリンコ兵（アリンコへい）
性別 - 男 / 初登場回 - TV第320話B「アンパンマンとアリンコのくに」
宝の卵が盗まれないようにアリンコ城を守っている兵隊。
アリンコの国の人々（アリンコのくにのひとびと）
声 - 鈴木琢磨、山寺宏一
性別 - 男 / 初登場回 - TV第320話B「アンパンマンとアリンコのくに」
アリンコの国の住人たち。たいへん働き者である。

### 地底国・モグーの住人
アース
声 - 並木のり子
性別 - 男 / 初登場回 - TV第277話「すすめ!アンパンマン号」
地底人の男の子。元気で勇敢な頑張り屋。ファイヤーストーンを独占しようと地底国にやってきたばいきんまん達を何とかする為に地上に助けを求めに行った。
アースのお母さん（アースのおかあさん）
声 - 島本須美
性別 - 女 / 初登場回 - TV第277話「すすめ!アンパンマン号」
アースの母親。ファイヤーストーンを独占しようと地底国にやってきたばいきんまん達に捕らわれ労働されてしまうがアンパンマン達に解放された後は彼らを援護した。
アースのお父さん（アースのおとうさん）
声 - 鈴木琢磨
性別 - 男 / 初登場回 - TV第277話「すすめ!アンパンマン号」
アースの父親。ファイヤーストーンを独占しようと地底国にやってきたばいきんまん達に捕らわれ労働されてしまうがアンパンマン達に解放された後は彼らを援護した。

### もぐらの国の住人
もぐらの長老（もぐらちょうろう）
声 - 石森達幸
性別 - 男 / 初登場回 - TV第124話A「アンパンマンともぐらの国」
もぐらの国の指導者。偶然もぐらの国に迷いこんでやってきたばいきんまんのメカのもぐりんをもぐ神様と称えていた。
もぐらの子供たち（もぐらのこどもたち）
声 - 原えりこ（A）、鶴ひろみ（B）、中村ひろみ（C）、佐久間レイ（D）、島本須美（E）
性別 - 男、女 / 初登場回 - TV第124話A「アンパンマンともぐらの国」
勇ましいもぐらの国の子供。アンパンマンにあんパンを貰ったお礼にばいきんまんが発明した地震玉からパン工場を守る活躍をした。日当たりの良い地上で活動する際はサングラスをかける。